# Aja Naomi King
Pour les articles homonymes, voir King.
Aja Naomi King est une actrice américaine née le 11 janvier 1985.
Elle se fait connaître du grand public pour tenir l'un des rôles principaux dans la série télévisée dramatique Murder.
Cette exposition lui permet de jouer pour le cinéma. Elle fait notamment partie de la distribution du drame historique The Birth of a Nation et elle participe à The Upside remake du film français Intouchables.
Forte d'une nouvelle popularité, elle devient aussi l'une des égéries de la marque L'Oréal.

## Biographie

### Enfance et formation
Aja Naomi est née à Los Angeles en Californie. Elle reçoit un BFA en comédie de l'université de Californie, Santa Barbara et un MFA de l'université de Yale en Art dramatique en 2010. À l'université de Yale, elle a joué dans un bon nombre de productions comme Le songe d'une nuit d'été, Little shop of Horror et Angels in America.

### Débuts de carrière
Aja Naomi est apparue dans plusieurs courts métrages au début de sa carrière. Elle fait ses débuts à la télévision, en 2010, en apparaissant dans un épisode de la série policière Blue Bloods et continue sur sa lancée pour les séries Person of Interest, The Blacklist et Deadbeat.
En 2011, elle décroche un rôle mineur pour la comédie Damsels in Distress avec Greta Gerwig. Sa chance vient quand elle est choisie pour incarner Cassandra Kopelson, une interne en chirurgie, l'ennemie du personnage principal, dans la série de comédie-drame médicale Dr Emily Owens. La série est annulée en 2013 après seulement une saison, faute d'audience.
En 2013, elle fait confiance au cinéma indépendant pour deux productions : elle rejoint le casting du drame Four, qui rencontre un succès critique, l'ensemble de la distribution étant récompensé au Festival du film de Los Angeles. Puis on la retrouve aux côtés de Laverne Cox dans le thriller 36 Saints.

### Murderet révélation

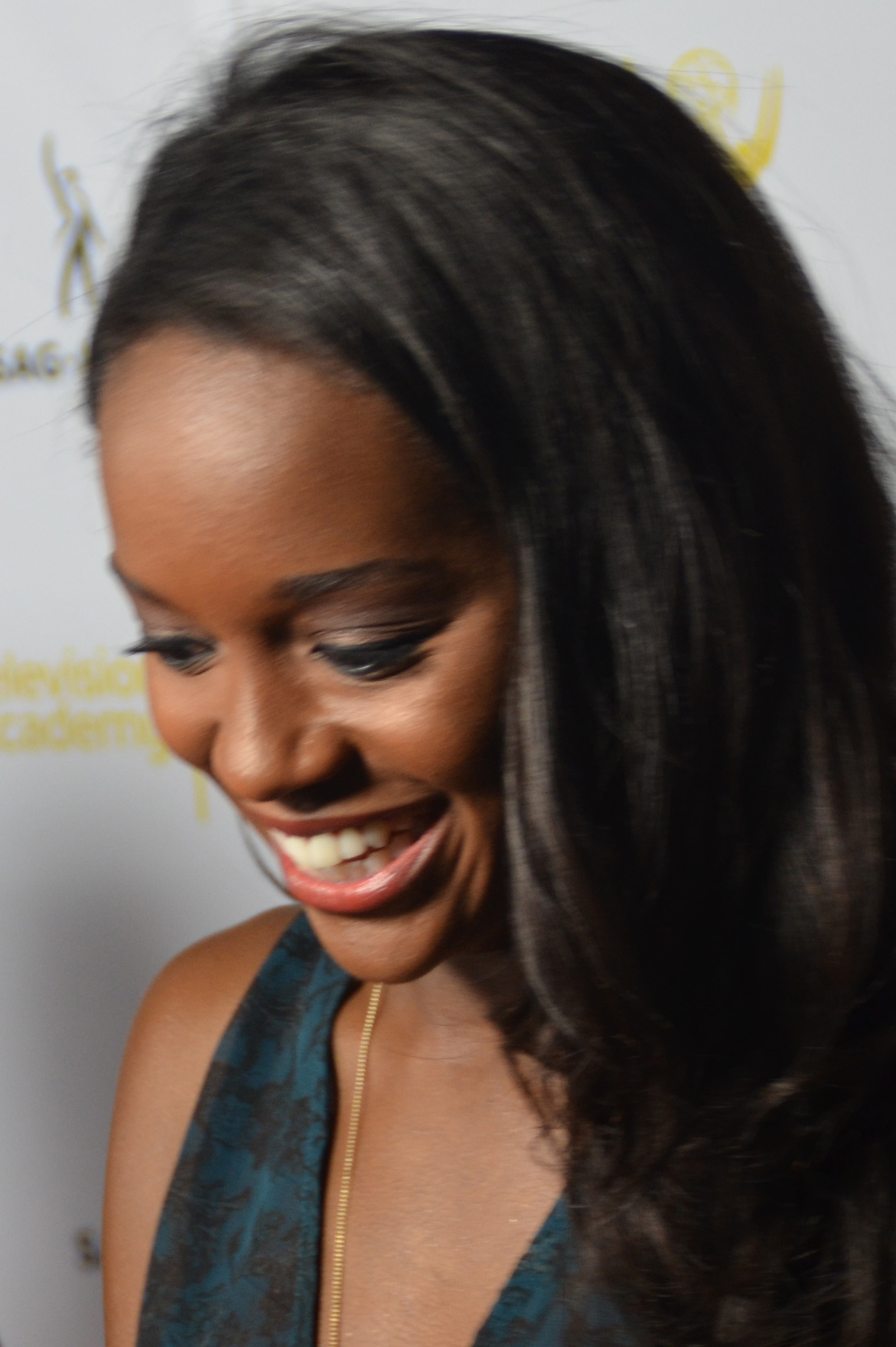
Aja Naomi King, en 2014.

En 2014, elle intègre le casting principal de la série télévisée Black Box, diffusée sur le réseau ABC. La série est produite par Bryan Singer, réalisateur popularisé par la saga X-Men, avec Kelly Reilly dans le rôle principal. Une fois de plus, la série est annulée à la fin de la première saison, ne rencontrant pas le succès escompté.
Les studios ABC renouvellent néanmoins leur confiance envers l'actrice et elle est choisie pour jouer l'un des personnages principaux dans la série thriller How to get away with murder produite par Shonda Rhimes. Viola Davis y tient le rôle principal, celui d'une professeur de droit, et Aja Naomi King incarne Michaela Pratt, l'une de ses cinq étudiants les plus prometteurs. La série rencontre un franc succès et reçoit des critiques positives. Aja décroche une nomination pour le NAACP Image Award de la meilleure actrice télé dans un second rôle. Cette même année, elle obtient un second rôle dans la comédie romantique The Rewrite avec Hugh Grant.
Forte d'une nouvelle visibilité et popularité acquise grâce à Murder, elle est l'héroïne du film de science fiction Reversion, sorti dans un nombre de salles limitées, en 2015,.
En 2016, elle obtient le premier rôle féminin dans le drame historique The Birth of a Nation basée sur l'histoire de la rébellion des esclaves de 1831. Elle y joue aux côtés de Nate Parker, Aunjanue Ellis et Gabrielle Union. Le film est acclamé par la critique, il est présenté au Festival du film de Sundance en janvier 2016 et, en plus de remporter les deux plus prestigieuses récompenses, pour les fictions (Grand prix du jury et prix du public), il est acheté par Fox Searchlight pour 17,5 millions de dollars, un record pour Sundance et le cinéma indépendant américain. Au niveau commercial, le film réalise un score nettement en deçà des attentes du studio, ce qui compromet sa cote de popularité pour les récompenses (qui généralement ne priment pas les échecs commerciaux). Cet échec annule les espoirs de nomination d'Aja pour l'oscar de la meilleure actrice dans un second rôle, dont la candidature fut évoquée. Elle est néanmoins saluée par d'autres cérémonies de remises de prix prestigieuses, elle reçoit une nouvelle citation lors des Image Awards et est également nommée dans la catégorie Meilleure révélation féminine lors des Black Reel Awards.  

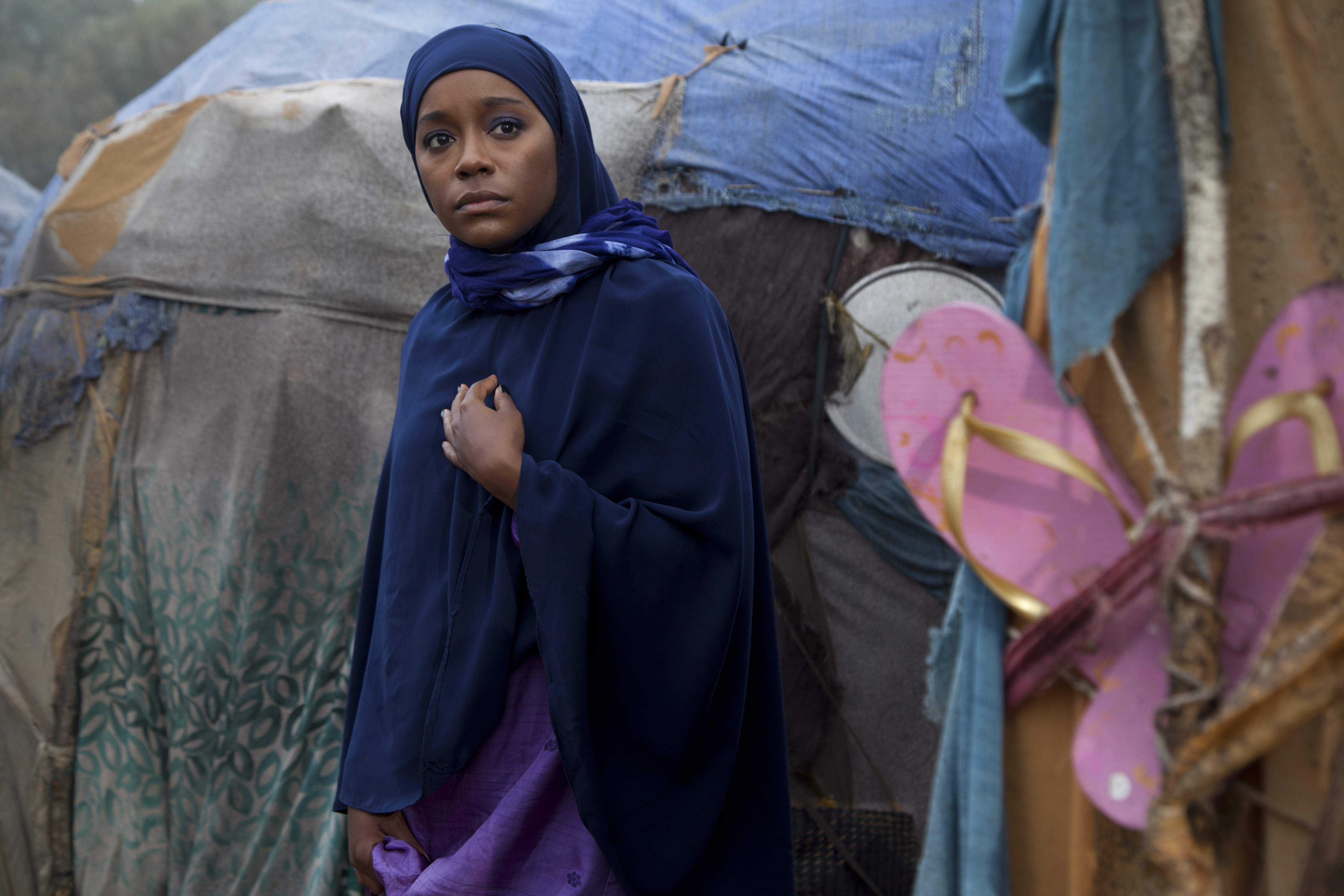
En 2017, sur le tournage dA Girl from Mogadishu.

En 2017, elle rejoint le casting d'Untouchable avec Kevin Hart, Bryan Cranston et Nicole Kidman, il s'agit du remake du film français Intouchables, important succès de l'année 2011. Le film voit sa sortie repoussée, en 2019, à la suite de l’Affaire Harvey Weinstein.
En fin d’année 2017, elle devient égérie de la marque L'Oréal. Elle prête ainsi son visage aux produits de maquillage et de soin cutané de la gamme L'Oréal Paris. Elle est également choisie pour incarner le premier rôle féminin du drame A Girl From Mogadishu adapté de la biographie d’Ifrah Ahmed.
Le 30 septembre 2018, en tant que nouvelle égérie, elle participe à la deuxième édition du grand défilé de L'Oréal Paris qui a lieu sur la Seine sur une plateforme flottante de soixante mètres de longs. Le défilé est retransmis en direct dans 30 pays.
En 2019, elle participe aussi à la série de sketchs produite par Issa Rae pour le réseau HBO, A Black Lady Sketch Show, qui met en scène de nombreuses personnalités afro-américaines reconnues telles que Laverne Cox, Yvonne Orji, Angela Bassett, Yvette Nicole Brown, Kelly Rowland et d'autres. La même année, elle est pressentie afin d'incarner la mutante Tornade, face à Nicole Beharie, dans l'univers cinématographique Marvel, personnage emblématique des X-Men qui devrait être introduit dans Black Panther 2. Cette année-là, la direction du réseau ABC annonce que la série Murder est renouvelée pour une sixième et ultime saison, s'achevant après 90 épisodes.
Libérée de Murder, elle se tourne vers le cinéma en rejoignant la distribution du drama historique Sylvie, aux côtés de Tessa Thompson. Puis, avec Trai Byers, elle joue dans un autre film du même acabit, le drame The 24th.

### Vie privée
Courant 2016, les médias annoncent l'officialisation de sa relation avec son partenaire rencontré sur le tournage de la série télévisée Murder, Alfred Enoch. Aja Naomi King, active sur les réseaux sociaux, y fait plusieurs allusions sans jamais confirmer ou non cette information.
Le 12 mars 2021, Aja Naomi King annonce sur son compte Instagram qu'elle attend son premier enfant, après deux fausses couches, issu de l'union avec son mari Dan King. Le 06 juin 2021, elle donne naissance à un garçon nommé Kian.

## Filmographie

### Cinéma

#### Longs métrages
- 2011 : Damsels in Distress de Whit Stillman : Polly
- 2013 : 36 Saints de Eddy Duran : Joan
- 2013 : Four de Joshua Sanchez : Abigayle
- 2014 : The Rewrite de Marc Lawrence : Rosa
- 2015 : Reversion de Jose Nestor Marquez : Sophie Clé
- 2016 : The Birth of a Nation de Nate Parker : Cherry
- 2017 : The Upside de Neil Burger : Latrice
- 2019 : A Girl From Mogadishu de Mary McGuckian : Ifrah Ahmed
- 2020 : Sylvie de Eugene Ashe : Mona
- prochainement : The 24th de Kevin Willmott : Marie

#### Courts métrages
- 2008 : Gloria Mundi de Sarah Lasley : Danseuse
- 2010 : A Basketball Jones de Cesar Palacios et Monique N. Reed : Sara Walker
- 2010 : Eve de Sarah Lasley : Une célébrité
- 2012 : Love Synchs de Paul Kamuf : Selene

### Télévision

#### Séries télévisées
- 2010 : Blue Bloods : Denise Kranston (saison 1, épisode 2)
- 2012 : Person of Interest : Lisa (saison 1, épisode 14)
- 2012-2013 : Emily Owens, M.D. : Cassandra Kopelson (saison 1, 13 épisodes)
- 2013 : The Blacklist : Elysa Ruben (saison 1, épisode 7)
- 2014 : Deadbeat : N'Cole (saison 1, épisode 5)
- 2014 : Black Box : Ali Henslee (saison 1, 8 épisodes)
- 2015 : BoJack Horseman : Le rendez vous de BoJack (voix, saison 2, épisode 2)
- 2014 - 2020 : Murder : Michaela Pratt (rôle principal, 90 épisodes)
- 2018 : Scandal : Michaela Pratt (1 épisode)
- 2019 : A Black Lady Sketch Show : Recluse (saison 1, épisode 2)
- 2023 : Lessons in Chemistry : Harriet Slone
- 2025 : Grosse Pointe Garden Society : Catherine

#### Téléfilms
- 2013 : Onion New Empire de Todd Strauss-Schulson : Jillian

## Voix françaises
En France
- Fily Keita dans :
  - Dr Emily Owens (série télévisée)
  - Murder (série télévisée)
  - The Upside
  - Lessons in Chemistry (série télévisée)

- Aurélie Konaté dans :
  - Pour l'amour de Sylvie (en)
  - Le Droit d'être américain : Histoire d'un combat (documentaire)

## Distinctions
Sauf indication contraire ou complémentaire, les informations mentionnées dans cette section proviennent de la base de données IMDb.

### Récompenses
- Los Angeles Film Festival 2012 : Meilleure distribution pour Four, prix partagé avec Wendell Pierce, Emory Cohen et E. J. Bonilla

### Nominations
- NAACP Image Awards 2015 : Meilleure actrice dans un second rôle dans une série télévisée dramatique pour Murder
- NAACP Image Awards 2017 : Meilleure actrice dans un second rôle pour The Birth of a Nation
- Black Reel Awards 2017 : Meilleure révélation féminine pour The Birth of a Nation